# Bracon schmidti
Bracon schmidti är en stekelart som beskrevs av Kokujev 1912. Bracon schmidti ingår i släktet Bracon och familjen bracksteklar. Inga underarter finns listade.